# مقتل إستر مويكامبا
إستر ونجيرو مويكامبا، هي فتاة كينية قتلت في 20 مارس 2012 إثر غيبوبة تعرضت لها نتجت عن الاعتداء عليها أثناء دفاعها عن صديقتها التي تعرضت للاعتداء الجنسي أثناء مغادرتهما أحد الملاهي الليلية في دبي.

## الحادثة
وقعت الحادثة في ساعةٍ مبكرة من صباح السبت 18 فبراير 2012 في موقف السيارات الذي يقع خلف فندق كراون بلازا في دبي على طريق الشيخ زايد. كانت إستر برفقة اثتنين من صديقاتها يسيرون في ظلمة الصباح الباكر نحو سيارة أجرة كانت في انتظارهم حين بدأ مجموعة من الرجال في أوائل العشرينيات بملاحقتهن. وقال شهود عيان أن التقدم الغير مبرر للرجال نحوهن هو ما أدى للعنف بينهم؛ حيث سمعوا صراخ إحداهن بعد أن قام أحد الرجال بالاعتدء عليها بلمس مؤخرتها. وقالت سوزان وانجيرو (Susan Wanjiru) إحدى الفتيات اللواتي كانوا مع إستر أنها على الفور احتجت وصرخت في الرجل ليترك صديقتها فلكمها على وجهها. بدأت سوزان بالصراخ وضُرِبت على قدميها؛ فحاولت إستر الدفاع عن صديقتها فرمت حذاءها على المعتدي. تقول سوزان أن بعدها التف مجموعة من الرجال حول المعتدين واعتذروا إليهن وقالوا أن المعتدين كانوا في حالة سكر واصطحبوهم في سيارة رباعية الدفع ليتكتموا على الحادثة. بعدها، ترك أحد المعتدين السيارة واتجه نحو إستير ولكما في وجهها وألقاها على الأرض وبدأ بركل رأسها ركلاتٍ متتالية تسببت في نزيفٍ في أذنيها وأنفها وفمها.

## الضحية
الضحية «إستر» كانت في ال26 من عمرها حين تعرضت للهجوم. عملت في محل للبيع بالتجزئة وكمندوب مبيعات في متجر كبير في دبي مول. وصفها أصدقاؤها أنها كانت امرأة شابة صغيرة، مفعمة بالحياة ومحبة لها، قوية الذاكرة، صاحبة رأي؛ لذلك غالباً ما كان يطلب أصدقاؤها منها المساعدة.

## فترة العلاج حتى وفاتها
نُقلت إستر بعد الحادثة على الفور إلى مستشفى راشد عبر سيارة إسعاف. وقال أحد الشهود العيان أنه رآها تنزف من فمها ومن أذنيها ومن أنفها. وفي المستشفى، ظلت إستر في غيبوبة في وحدة العناية المركزة حتى توفت هناك.
المجتمع الكيني في دولة الإمارات العربية المتحدة، وبدعم من السفارة الكينية في أبوظبي ومؤسسة التعاون الكيني في دبي ساعدوا والدة إستر حنا مويكاما (Hanna Mwikama) لكي تزور ابنتها وتقضي 3 أسابيع من فترة الغيبوبة بجانبها. بعد 30 يوم من الغيبوبة، استسلمت إستر للموت لتكتب نهايتها في الساعات الأولى من صباح يوم الثلاثاء 20 مارس 2012.

## الجاني
عاطل إماراتي عمره 23 عاماً، تم حبسه بعد الحادثة بتهمتي «الاعتداء المفضي للموت» بحق إستر و«الاعتداء الجنسي» بحق صديقتها.

## العقوبة
حكمت محكمة دبي على العاطل الإماراتي بالحبس 4سنوات،3 سنوات على هامش قضية الاعتداء المفضي للموت بحق إستر وسنة لاعتدائه الجنسي على صديقتها. ويذكر أن الحد الأقصي للحبس في قضية الاعتداء المفضي للموت في القانون الإماراتي هو 10 سنوات.

## وصلات خارجية
- Murder of Kelsey Smith [الإنجليزية]
- Murder of Penny Bell [الإنجليزية]
- Murder of Daniel Morgan [الإنجليزية]
- قضية الاغتصاب الجماعي في دلهي 2012
- جريمة قتل كيتي جينوفيزي
- Soumya murder case [الإنجليزية]